# Karakol
Karakol (en kirguís: Каракол [qɑrɑqoɫ] muñeca negra Qaraqol/Karakol, قاراقول) es una ciudad de Kirguistán, situada cerca del extremo oriental del lago Issyk-Kul, a unos 150 km de la frontera con China y 380 km de Biskek. Es la capital administrativa de la provincia de Ysyk-Kol.

## Galería

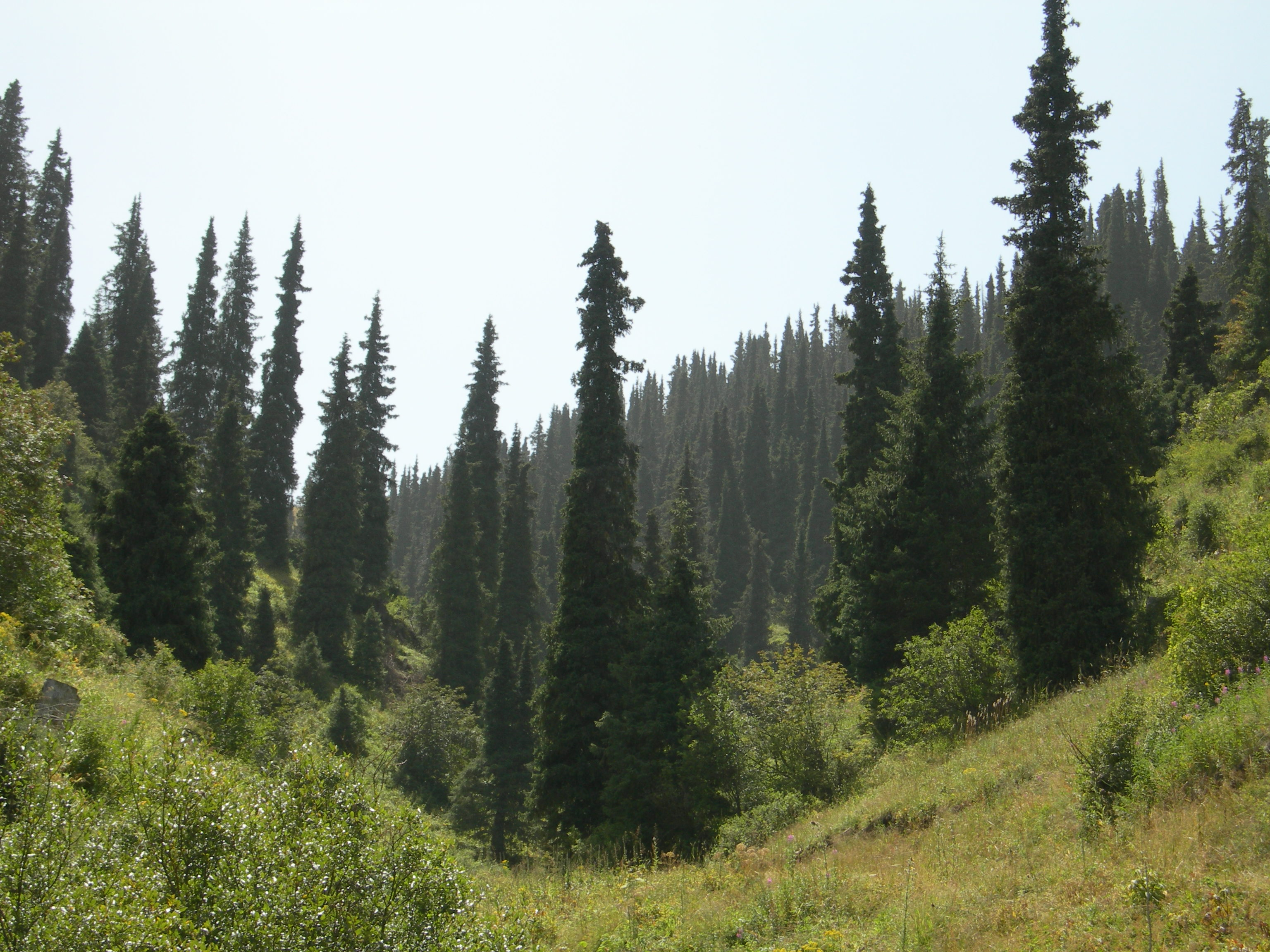
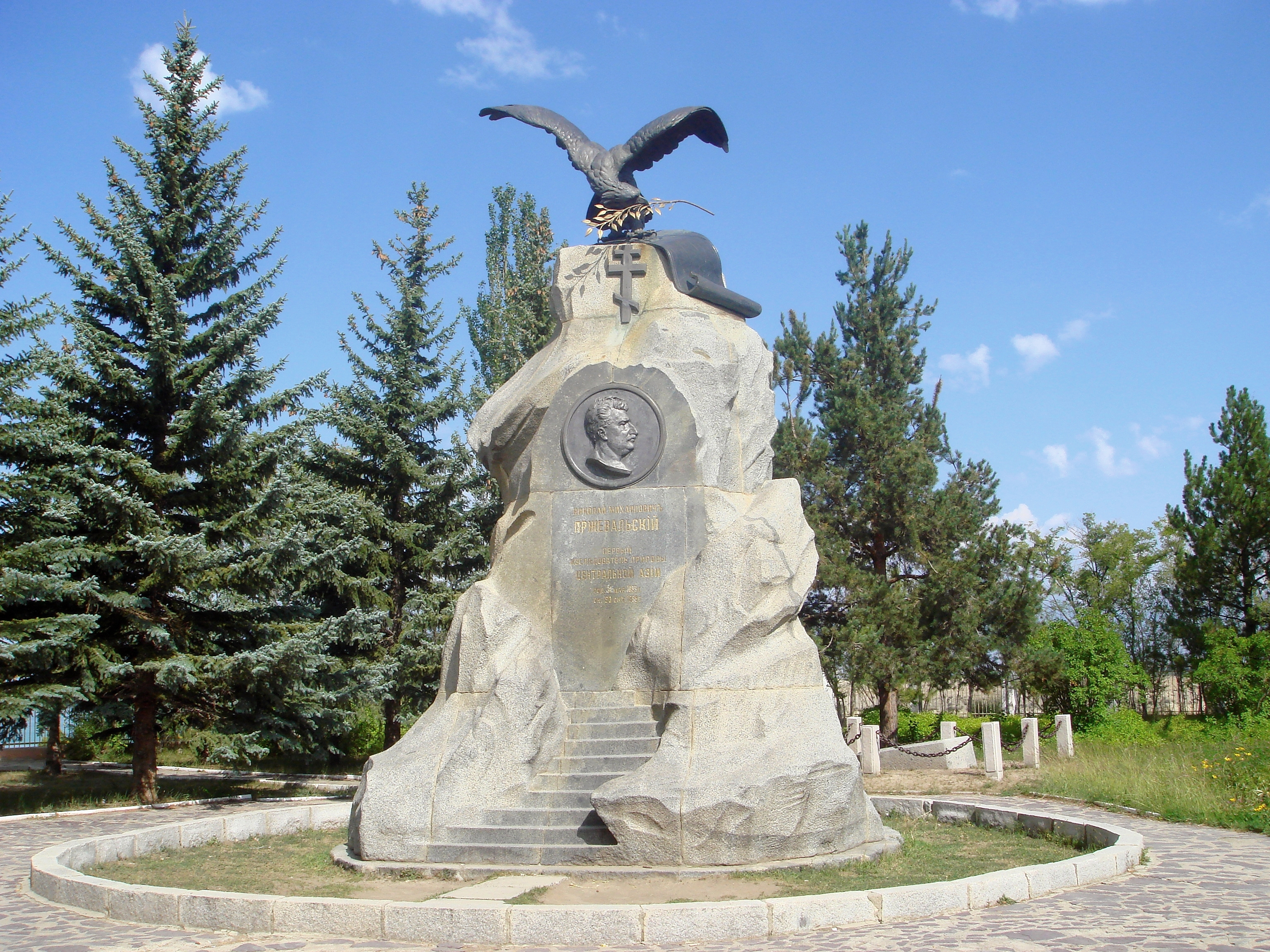
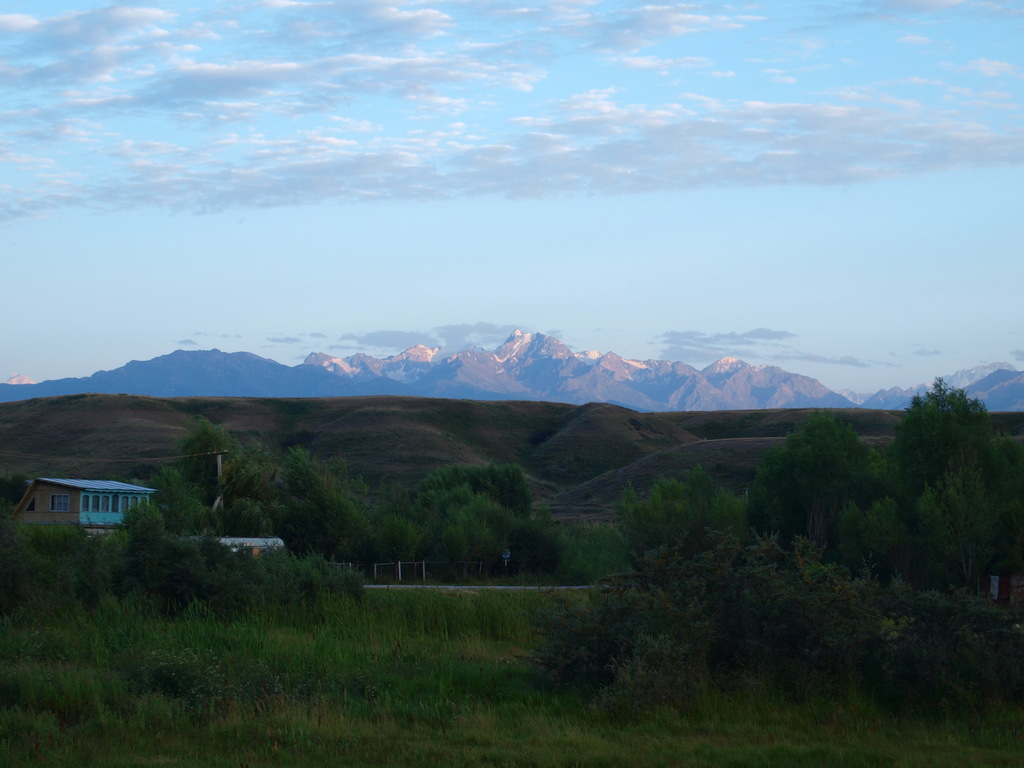
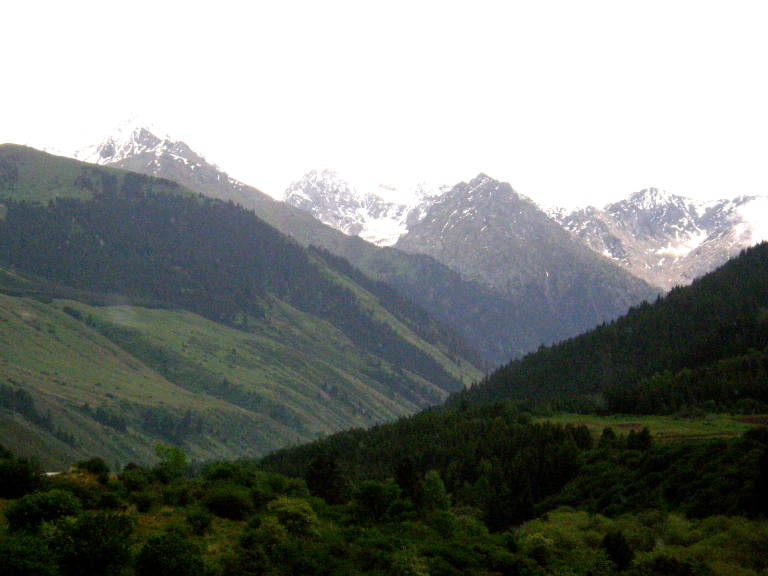
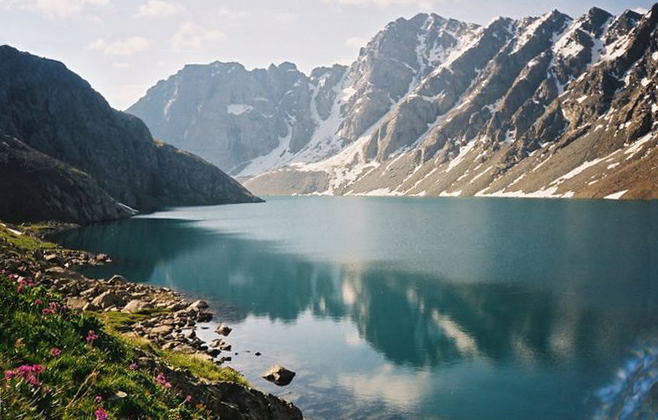
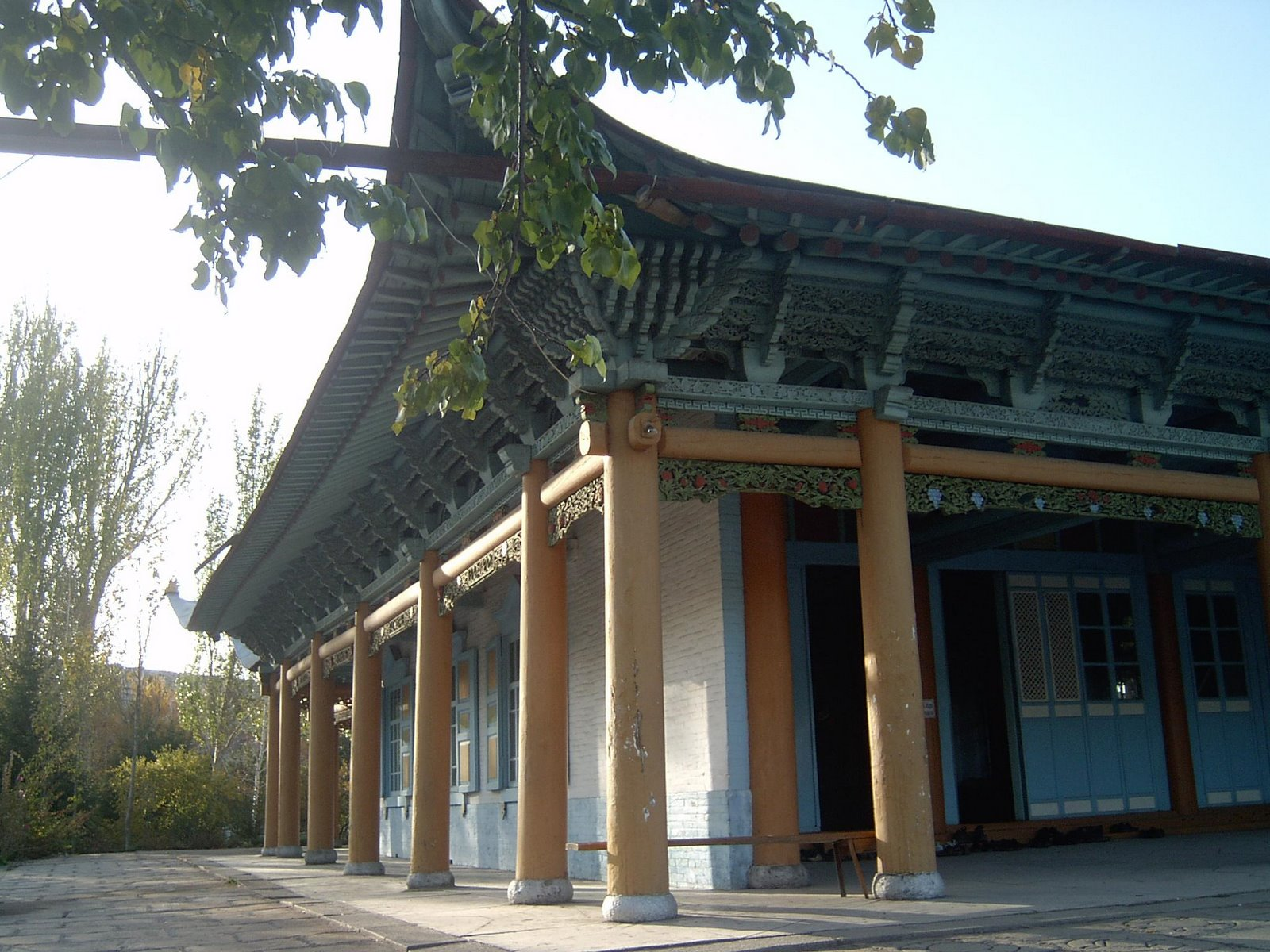

## Demografía
| Gráfica de evolución de Karakol entre 1939 y 2019 |
|                                                   |